# Argyreia cuneata
Argyreia cuneata är en vindeväxtart som beskrevs av Carl Ludwig von Willdenow och Ker-gawl. Argyreia cuneata ingår i släktet Argyreia och familjen vindeväxter. Inga underarter finns listade i Catalogue of Life.

## Bildgalleri

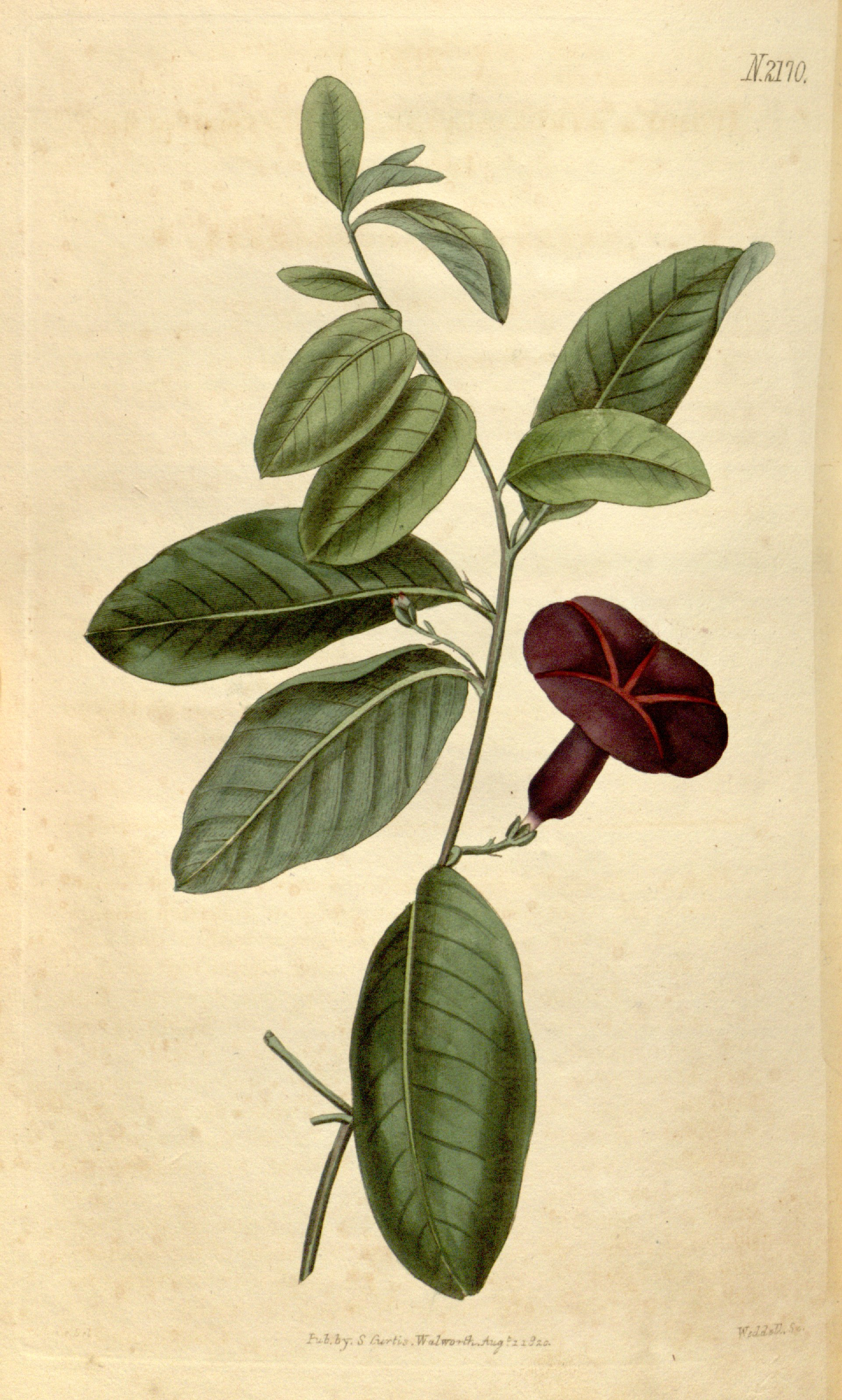